# خبرگزاری پانا
خبرگزاری پانا (به انگلیسی: Pupils Association News Agency) خبرگزاری دانش آموزی ایران به صاحب امتیازی سازمان دانش‌آموزی است. این خبرگزاری طی امضای تفاهم نامه‌ای بین رئیس سازمان دانش‌آموزی و مدیرعامل خبرگزاری ایرنا و تأیید وزرای آموزش و پرورش و فرهنگ و ارشاد اسلامی در خرداد ماه ١٣٨١ تأسیس شد.
مدارک خبرگزاری پانا در مهر ماه ۱۳۹۱ توسط معاونت امور مطبوعاتی و اطلاع رسانی وزارت فرهنگ و ارشاد اسلامی به هیئت عالی نظارت بر مطبوعات و خبرگزاری‌ها ارسال و با بررسی‌های لازم، این هیئت پس از ۱۰ سال با اعطاء مجوز خبرگزاری‌های رسمی جمهوری اسلامی ایران به این مجموعه خبری موافقت کرد. . 

## سرویس ها
در خبرگزاری پانا سرویس‌های مختلفی وجود دارد که اصلی‌ترین آنها سرویس آموزش‌وپرورش می‌باشد که به انعکاس و بازتاب فعالیت‌ها و رویداد‌های مختلف وزارت آموزش‌و‌پرورش ایران و فرهنگیان و دانش‌آموزان می‌پردازد. سرویس‌های این خبرگزاری شامل موارد زیر می‌باشد: 
- آموزش‌وپرورش
- سیاسی
- اقتصادی
- اجتماعی
- فرهنگی
- ورزشی
- استان‌ها
- عکس

## دفاتر استانی
خبرگزاری پانا در مراکز استان های ایران مشغول فعالیت است و از طریق رابطین شهرستانی، به آموزش و جذب خبرنگار دانش آموز از مدارس می پردازد.
دانش آموزان خبرنگار در عمده نقاط کشور از جمله شهرستان استهبان (سینا عبداله زاده) مشغول فعالیت و نگارش خبر هستند.